# Caseolus subcalliferus
Caseolus subcalliferus  (лат.) — вид лёгочных земляных улиток рода Caseolus семейства Hygromiidae. Этот вид является эндемиком Мадейры (Португалия). Вид находится под угрозой вымирания из-за разрушения среды обитания. Естественной средой обитания являются умеренные леса. Живут на верхних частях различных растений, в том числе ситника морского (Juncus maritimus).